# (2212) Héphaïstos
(570) Héphaïstos (désignation internationale (570) Hephaïstos) est un astéroïde Apollon découvert le 27 septembre 1978 par Lioudmila Tchernykh à l'observatoire d'astrophysique de Crimée.
Il tient son nom du dieu grec Héphaïstos.

## Compléments